# Olocau
Olocau – gmina w Hiszpanii, w prowincji Walencja, we wspólnocie autonomicznej Walencja, o powierzchni 37,4 km². W 2011 roku liczyła 1647 mieszkańców.